# Nick Bakay
Nick Bakay (né le 8 octobre 1959 à Buffalo, dans l'État de New York, aux États-Unis) est un acteur, scénariste et producteur américain.

## Filmographie

### Comme acteur

#### Cinéma
- 1995 : Jury Duty de John Fortenberry : Richard Hotz
- 1997 : Statical Planets de Joel Hodgson
- 2001 : Sex Academy (Not Another Teen Movie) de Joel Gallen (en) : Diner Cook

#### Télévision
- 1994 : She TV (série télévisée) : Skit Characters
- 1995 : The TV Wheel (en) (TV) : Various
- 1995 : What's So Funny? (série télévisée) : Host
- 1996 : Un week-end à la campagne (A Weekend in the Country) (TV) : Dr Randall
- 1996 à 2003 : Sabrina, l'apprentie sorcière (série télévisée) : Salem the cat (voix)
- 1997 : The Brothers Flub (en) (série télévisée)
- 1998 : Sabrina Goes to Rome (en) (TV) : Salem Saberhagen (voix)
- 1999 : Sabrina, Down Under (en) (TV) : Salem Saberhagen (voix)
- 2001 : Reel Classics (série télévisée) : Host (2001)
- 2010 :  Agent Spécial OSO (série télévisee) : OSO (Saison 2)

### Comme scénariste

#### Cinéma
- 2001 : Un gars du Queens ("The King of Queens" (1998) TV Series (consulting producer) (2001-) (2000-2001) (supervising producer))

#### Télévision
- 1995 : The TV Wheel (en) (TV)
- 2001 : Reel Classics (série télévisée)
- 2023 : How to Be a Bookie (série télévisée)
- Boyfriend of Elaine from Seinfeld[Quand ?]

### Comme producteur

#### Télévision
- 1996 : Sabrina, l'apprentie sorcière
- 1998 : Un gars du Queens
- 2023 : How to Be a Bookie (série télévisée)